# Агафангел Вірменський
Агафа́нгел — вірменський історик V століття н. е., автор «Історії Вірменії» (опублікованої в Тифлісі у 1909 році старовірменською мовою) в якій зібрано відомості про поширення християнства, а також політичної історії. Збереглися списки грецькою, грузинською та арабською мовами.